# Union Division
Die Union Division (englisch; deutsch „Unionsdivision“) ist als „Division of Infantry“ (Division aus Infanterie) ein administrativer Verband des britischen Heers, der vornehmlich für Rekrutierung, Ausbildung und Verwaltung von in Wales, Schottland und Nordirland beheimateten Infanterieregimentern zuständig ist. Die ihr angehörenden (Teil-)Einheiten sind operativ verschiedenen gemischten oder spezialisierten Brigaden unterstellt.

## Division of Infantry
Während die meisten Einheiten des britischen Heers einem Truppengattungs-Korps oder -Regiment angehören, wurden und sind die Einheiten der Infanterie in administrative Verbände aufgeteilt, die zwar „Division of Infantry“ betitelt wurden (Division aus Infanterie; nicht mit Infanteriedivision verwechseln!), aber anders als operative Divisionen ortsfest in einem Depot vor allem für Rekrutierung und Ausbildung in definierten Landesteilen zuständig sind.
Wie die operativen Verbände sind auch die administrativen Verbände Reformen und Umstrukturierungen unterworfen. So entstand am 30. September 2022 aus „Guards Division“, „King's Division“, „Queen's Division“ und „Scottisch, Welsch and Irisch Division“ sowie den bis dahin administrativ eigenständigen Jägerregimentern (Parachute, Rifles, Gurkha Rifles) die
- Guards and Parachute Division (Garde- und Fallschirmdivision) – Fußgarderegimenter und Fallschirmjägerregiment
- „Union Division“ (Unionsdivision) – vorwiegend schottische, walisische und (Nord-)irische Regimenter
- Queen’s Division (Division der Königin) – vorwiegend englische Regimenter
- Light Division (Leichte Division) – The Rifles und The Royal Gurkha Rifles.

Jeder Division ist auch ein Bataillon des Rangerregiments als primäres Ziel für Aspiranten aus der jeweiligen Division zugewiesen.

## Einheiten
- The Royal Regiment of Scotland
  - 2nd Battalion, „The Royal Highland Fusiliers“
  - 3rd Battalion, „The Black Watch“, (Security Force Assistance)
  - 4th Battalion, „The Highlanders“
  - Balaklava Company, (inkrementelle Kompanie des 5th Battalion, „Argyll and Sutherland Highlanders“)
  - 6th Battalion, „52nd Lowland“ (Army Reserve)
  - 7th Battalion, „51st Highland“ (Army Reserve)
- The Royal Yorkshire Regiment
  - 1st Battalion
  - 2nd Battalion
  - 4th Battalion (Army Reserve)
- The Royal Welsh
  - 1st Battalion
  - 3rd Battalion (Army Reserve)
- The Royal Irish Regiment
  - 1st Battalion
  - 2nd Battalion (Army Reserve)
- Ranger Regiment
  - 2nd Battalion